# Assiminea palauensis
Assiminea palauensis is een slakkensoort uit de familie van de Assimineidae. De wetenschappelijke naam van de soort is voor het eerst geldig gepubliceerd in 1927 door Thiele.